# Grammia franconia
Grammia franconia är en fjärilsart som beskrevs av Edwards 1888. Grammia franconia ingår i släktet Grammia och familjen björnspinnare. Inga underarter finns listade i Catalogue of Life.